# Вага (сазвежђе)
Вага (лат. Libra) једно је од сазвежђа зодијака, са знаком , а позиционирано је између Девице и Шкорпије.

## Особине

### Звезде
Све у свему, постоје 83 звезде унутар граница сазвежђа које су светлије од или једнаке привидној магнитуде 6,5.

## Констелација
Вага се граничи са главом Змије на северу, Девице на северозападу, Хидре на југозападу, угао Кентаура на југозападу, Лупуса на југу, Шкорпије на истоку и Змијоноша на североистоку. Покривајући 538,1 квадратних степени и 1,304% ноћног неба, заузима 29. место од 88 сазвежђа по величини. Скраћеница од три слова за сазвежђе, коју је усвојила Међународна астрономска унија 1922, је „Либ“. Званичне границе сазвежђа, како их је поставио Ежен Делпорт 1930. године, дефинисане су полигоном од 12 сегмената (илустровано у инфокутији). У екваторијалном координатном систему, координате правоасцензије ових граница леже између 14h 22m 08.08s и 16h 02m 17.23s, док су координате деклинације између -0,47° и -30,00°.